# Sleepthief
Sleepthief es el proyecto del músico californiano Justin Elswick, que desde siempre se ha nutrido de cultura musical y decidió ponerse este nombre para sus creaciones musicales. Su primer trabajo, The Danwseeker (2006) fue coproducido y co arreglado por el propio Justin Elswick e Israel Curtis. Israel produjo "Desire of Ages", y participó en la composición de temas y mezcla del sonido.
Justin Elswick, siempre maravillado con el arte, fue componiendo canciones y música donde plasmar todas sus vivencias y pensamientos, expresados en su primer disco.
Con ello, en 2003, contacto con la cantante Jody Quine, quien desde el primer momento apoyó el proyecto. 
Después vendrían el resto de colaboraciones hasta dar forma a su primer trabajo. 
Actualmente prepara su segundo nuevo trabajo, previsto el 25 de agosto en los Estados Unidos.

## Estilo
Sleepthief tiene un estilo musical que mezcla la electrónica, con algún toque celta, melódico... Para ello, se reúne con muy importantes y grandes voces femeninas que cantan sus composiciones. Siempre son voces de mujer, procedentes del mundo de la electrónica y otros campos.

## The Dawnseeker
Gran parte de las canciones han sido escritas por Justin Elswick o bien en parte.
En cada una de las cantantes aparece entre paréntesis con algunos de los artistas que han trabajado o trabajan actualmente.
1. "Eurydice"
  - Cantada Jody Quine(de Balligomingo)
2. "Desire of Ages" 
  - Cantada por Shelley Harland (Ferry Corsten, Delerium, Human II Human)
3. "You Did a Good Thing" 
  - Cantada por Nicola Hitchcock de la banda Mandalay
4. "Just Say It"
  - cantada por Kyoko Baertsoen (de Lunascape)
5. "The Chauffeur" (Duran Duran) (original de Duran Duran)
  - cantada por Kirsty Hawkshaw(B.T., DJ Tiesto, Delerium)
6. "Tenuous"
  - cantada por Jody Quine
7. "Sublunar (Sweet Angel)" 
  - cantada por Kristy Thirsk (Delerium)
8. "Nightjar" 
  - cantada por Caroline Lavelle, ha colaborado con Radiohead, Loreena McKennitt, Massive Attack, B.T)
9. "Fire from Heaven"
  - cantada por Roberta Carter Harrison (de Wild Strawberries )
10. "The Metro" 
  - cantando Jerri Eckert (Desert Wind)
11. "Kiss to Savor"
  - cantada por Jody Quine
12. "Afterthoughts" (Edman)
  - cantando Lauren Edman
13. "Entre Ciel et Mer" 
  - cantada San.Drine

### Sencillos
El primer sencillo fue Eurydice, cantada por Jody Quine, saliendo a la venta en Itunes y en ep. Incluye el siguiente listado de mixes. 
También hay un videoclip.
1. Original
2. Nick Wax's "Orpheus Descending" Mix
3. Psychosomatic Remix
4. Dark Territory Mix
5. Nook and Kranny's "Lost" Remix
6. Sensory Gate Remix
7. Underworld A cappella

El segundo sencillo ha sido The Chauffeur, igualmente, con un videoclip. Está cantada por Kirsty Hawkshaw, que también aparece en el videoclip. Incluye nuevos remixes, y una canción inédita, Send Me An Angel, cantada por Kristy Thirsk.
El listado es el siguiente, también disponible en itunes.
1. Original Album Version
2. Psychosomatic Mix
3. Flipside's Remix
4. Seize Puts on the Brakes Mix
5. Martin Preston Mix
6. Lemonsoul Deep Hous Mix
7. Sapphirecut with Dave Shaffer Mix
8. Nick Wax's Drifting Haze Mix
9. DJ Vapour Mix
10. Timo Mae-Main Mix
11. Timo Mae -Dub Mix
12. Send me an Angel (ft. Kristy Thirsk)Esta es una canción inédita

## Labyrinthine Heart
El segundo álbum de Sleepthief es "Labyrinthine Heart", saqué a la venta en 2009.
TRACKLIST
1. "Here I Confess"
  - cantada por Joanna Stevens
2. "World Gone Crazy"
  - cantada por Coury Palermo
3. "Skimming Stones (Reprise)"
  - cantada por Kirsty Hawkshaw
4. "Labyrinthine Heart"
  - cantada por  Jody Quine
5. "A Kind Of Magic"
  - cantada por Zoë Johnston
6. "A Cut From The Fight"
  - cantada por  Kristy Thirsk
7. "Rainy World"
  - cantada por Caroline Lavelle
8. "Ariadne (The Dividing Sea)"
  - cantada por Joanna Stevens
9. "Reason Why"
  - cantada por Coury Palermo & Zoë Johnston
10. "Fire King"
  - cantada por Jody Quine
11. "Reversals"
  - cantada por Kristy Thirsk
12. "There's Something Going On"
  - cantada por Roberta Carter Harrison

Primero sencillo es "World Gone Crazy" y también hay un videoclip.
Tracklist:
1. Psychosomatic (Radio) Mix
2. Nick Murray Mix
3. Martin Preston Mix
4. Sensory Gate Mix
5. Coury Palermo Mix

Segundo sencillo es "Reason Why" y otro video fue grabado.
1. Reason Why (feat. Zoë Johnston and Coury Palermo)  Sleepthief
2. Reason Why (Blue Stone Remix) [feat. Zoë Johnston and Coury Palermo]
3. Reason Why (Chris Brush Mix) [feat. Zoë Johnston and Coury Palermo]
4. Reason Why (Bryan El Mix) [feat. Zoë Johnston and Coury Palermo]
5. Asunder (feat. Mirabilis)

Nuevo sencillo es "Mortal Longing", va a sacar a la venta 11 de junio de 2012.